# Леся+Рома
«Ле́ся+Ро́ма» — українська версія франкомовного канадського комедійного телесеріалу «Хлопець, дівчина» (фр. Un gars, une fille), реалізованого у понад 30 країнах світу, відомого також як формат Love Bugs. Усього в ефір вийшло 6 сезонів із сумарною кількістю — 136 серій.
Режисери — Олександр Богданенко й Олександр Даруга.
У головних ролях — Ірма Вітовська та Дмитро Лалєнков.
У показі телеканалу ICTV, типовий рейтинг епізоду «Лесі+Роми» становить 2 мільйони глядачів.

## Сюжет
Леся і Рома живуть разом, кохають одне одного й намагаються розібратися з проблемами, що виникають ледь не на кожному кроці. Серіал побудовано за принципом підглядання: глядач бачить реальних героїв Лесю та Рому, і слідкує за тим, як ці двоє закоханих винаходять свій рецепт сімейної ідилії.
Комедія ситуацій — саме так можна визначити жанр цього серіалу, сюжет якого позбавлений карколомних викрутасів і нагадує життя реальної родини. Ревнощі, непорозуміння, пошук компромісів, сімейні радощі, проблеми батьків та дітей — тут усе це обігрується легко, невимушено, з гумором та самоіронією. Герої — Леся та Рома — якнайменше схожі на типових персонажів численних телесеріалів, вони є нашими сучасниками, які просто опинилися по той бік екрану, але залишися такими ж звичайними та зрозумілими кожному.

## Нагороди
Лауреат Національної телевізійної премії «Телетріумф» за 2006 р. у номінаціях «Серіал» та «Режисер».

## Кіноверсія
Напередодні нового 2007 року ICTV показало телефільм Леся+Рома. Не наїжджай на Діда Мороза!. Напередодні нового 2008 року ICTV показало Леся+Рома. Мільйон від Діда Мороза.

## Цікаві факти
У 2018 році канал ICTV зняв продовження серіалу з новими героями під назвою «Марк+Наталка». Дмитро Лалєнков, який грав Рому в серіалі «Леся+Рома», зіграв роль екранного батька Марка в новій версії ситкому.